# Подьякова, Роза Ивановна
Роза Ивановна Подьякова (25 ноября 1925, Бежица, Брянская губерния, РСФСР — 26 мая 1969 Жданов, УССР (ныне Мариуполь, Украина) — русская советская театральная актриса

. Заслуженная артистка Украинской ССР. Народная артистка Украинской ССР (1968).

## Биография
В 1950 году окончила Московский ГИТИС им. А .В. Луначарского. Дебютировала на сцене Днепропетровского русского драматического театра им. М. Горького (ныне Днепровский академический театр драмы и комедии), затем выступала в Николаевском русском драматическом театре им. В. Чкалова, в 1964—1969 годах — в Донецком областном русском драматическом театре в Жданове.
Член КПСС с 1953 года.

## Избранные театральные роли
- Комиссар («Оптимистическая трагедия» Вс. Вишневского),
- Валя («Иркутская история» А. Арбузова),
- Анечка («Океан» А. Штейна),
- Любовь Яровая («Любовь Яровая» К. Тренева),
- Диана («Собака на сене» Лопе де Вега),
- Мария Стюарт («Мария Стюарт» Ф. Шиллера)

## Награды
- Орден «Знак Почёта» (24.11.1960).
- Народная артистка Украинской ССР (1968).
- Заслуженная артистка Украинской ССР.